# 수마트라문착
수마트라문착(Muntiacus montanus)은 문착의 일종으로 큰 개 크기 정도의 사슴이다. 1914년에 발견되었지만, 2002년 인도네시아 수마트라섬 케린치 세블라트 국립 공원에서 사냥꾼의 올가미에 걸려들기 전까지는 1930년 이후 발견되지 않았다. 케린치 세블라트 국립 공원에서 다른 수마트라문착 2마리가 사진에 찍혔다. 수마트라문착은 2008년 IUCN 적색 목록에 등재된 적이 있지만, 정보 부족(Data Deficient)으로 분류되었고, 아직까지 분류학적으로 미확인 상태이다.(붉은문착의 아종 M. muntjak montanus으로 간주하기도 한다.) 또한 수마트라문착의 분포 지역은 불확실하며, 현재 알려져 있는 것보다 더 넓어질 가능성이 있다. 이전에 수마트라섬 서부 지역에서 발견되었던 붉은문착은 실제로는 수마트라문착일 가능성이 높다.